# Roquemaure, Gard
Roquemaure este o comună în departamentul Gard din sudul Franței. În 2009 avea o populație de 5.422 de locuitori.

## Evoluția populației
| An        | 1975  | 1982  | 1990  | 1999  | 2006  | 2009  |
| --------- | ----- | ----- | ----- | ----- | ----- | ----- |
| Populație | 3.646 | 4.053 | 4.647 | 4.848 | 5.163 | 5.422 |